# 2019年长宁地震
2019年长宁地震，是2019年6月17日发生于中国四川省宜宾市长宁县附近的一场地震，震中位于北纬28.34度、东经104.90度。本次地震震级为Ms 6.0级，震源深度约16千米。
中国地质调查局认为，本次地震是一场走滑兼逆冲型地震。在此次地震中，重庆、成都、泸州、乐山、南充等地震感强烈。是次地震造成震区至少13人死亡，229人受伤，直接经济损失88.89亿元人民幣。

## 地质背景
四川省地震活动在事件进程上具有活跃—平静—再活跃的周期性规律，每次活跃时段平均为12年左右。2008年汶川大地震后，四川省地震活动处于相对频繁和强烈的时期，自汶川地震以来当地震级4级、5级地震明显活跃。其中川东南地区自2018年12月以来5级以上地震活动活跃，本次地震南侧约14千米处发生曾发生2018年12月16日兴文5.7级地震和2019年1月3日珙县5.3级地震。
四川东南部地震活动与全川地震活动基本同步，本次地震震中所在的四川省长宁县位于华南地块（扬子准地台）边缘，处于白象岩狮子滩和长宁背斜及其相伴生的次级断裂区域，震区附近分布有错综复杂的多条小规模的次级断裂活动，属于历史中等地震活动区。1900年以来，震中长宁100千米范围内发生过2次6级以上地震，分别为1917年7月31日云南大关6.8级和1974年5月11日云南大关北7.1级地震。其中云南大关北7.1级地震为距本次地震最近的6级以上地震，距离约80千米。此外距震中100至200千米的青藏地块边界带川滇块体东边界的马边—大关地震带上还曾发生6.0至6.9级地震5次，均属于1935年至1936年四川马边6级强震群序列。
长宁地震的成因存在一定的争议。大部分观点认为长宁地震可能是由于盐矿井注水引发；另一种观点则认为是地质构造活动引起的。

## 震害情况
这场地震发生在北京时间2019年6月17日22时55分45.482秒，地震发震时为当地深夜时分，ICL地震预警技术系统在宜宾市临震前10秒即发出了地震预警，以警告当地民众慎防强烈震动。重庆市以及四川省成都市、泸州市、乐山市、南充市等地震感强烈。一位长宁县居民称，他正在县城河边上散步，感到震得挺厉害，周围房屋的人都在往外跑。长宁县中医院急诊科一位医生表示，医院震感比较强烈，感觉到处都在晃动，但未见墙体开裂。
此次地震已造成243880人受灾，因灾死亡13人，受伤229人。累计收治伤员177人，院内治疗156人、出院25人，其中院内治疗者有危重伤7人、重伤12人、中轻度伤137人。

### 建筑设施
地震导致2.2万户房屋不同程度损坏或倒塌，其中倒塌和严重损坏房屋9532户20185间，一般损坏房屋21123户75713间。长宁县双河镇、富兴乡、梅硐镇，珙县巡场镇、底硐镇、珙泉镇等10个乡镇受损严重。
四川省卫生健康委员会表示，地震造成长宁县、珙县34个医疗卫生机构受损，其中县级医疗卫生机构8个，乡镇卫生院20个，村卫生室6个。医疗卫生机构受损面积共30187平方米，直接经济损失12689万元。 四川省水利厅指，宜宾市10座小型水库受损，1座中型水库灌溉渠道受损，8座供水工程不同程度损坏，1座山坪塘出现渗漏。
自然资源部与中国气象局于6月22日8时发布地质灾害黄色预警，希望当地居民、抢险救灾人员注意防范地震余震、局地降雨可能引发的地质灾害。龙头镇笔架山出现部分崩塌，有塌方危险。宜宾市、内江市、自贡市、乐山市、泸州市等地的1795处原有隐患点中有26处出现变形加剧迹象。且另新增地质灾害隐患点28处。

### 交通运输
震中双河镇、梅硐镇受地震及暴雨影响，镇内道路禁止民用车辆通行，途经或通往长宁、珙县的58条汽车客运线路停运。高速公路方面， 宜泸高速公路宜宾段临时关闭。达阆高速公路宜叙段临时关闭，龙头经双河至梅硐路段受灾严重，烫斗池中桥有明显错位，部分地段出现沉降，出现边坡塌方2处、纵向裂缝2处、横向裂缝多处、桥梁横向位移5处，除小型救援车辆外实行全面交通管制。干线公路方面，547国道、311省道有29处边坡垮塌，受损里程约20公里，垮塌土石方量约2.1万立方米。309省道硐底大桥损毁严重，七坝村横店子大桥两侧路面撕裂。 443省道龙头镇笔架山路段存在严重安全隐患，交通中断。农村公路方面，长宁县竹双公路有四处边坡塌方，仅可实现半幅通行。珙县珙双路部分路段出现塌方，现已实施交通管制。巡场镇至底洞镇的道路因灾中断。珙泉镇鱼池村7社社道部分路段受山体垮塌影响造成道路中断。长宁县龙头镇至双河镇马公滩路面部分塌陷，实行单向交通管制。
国铁集团中国铁路客户服务中心消息指，受地震影响， 成贵客运专线、成渝铁路、成昆铁路多趟动车组停运或待定。另据国铁成都局集团公司消息指，成渝高铁、渝贵铁路、成遂渝铁路以及沪昆高铁西段列车出现不同程度的晚点或停运，共14对高速动车组列车、1对城际动车组列车、2对特快列车、5对快速列车取消，途经相关线路的部分旅客列车出现不同程度晚点。

### 能源通信
电力方面，地震造成宜宾市长宁县、珙县、兴文县三县的供电网络1207个台区、43条供电线路停运，5座35千伏变电站、5条35千伏线路、21条10千伏线路受损，导致7.16万户用户停电。其中，珙县共13条10千伏线路停电。能源产销方面，地震导致宜宾全市231处天然气管道受损，所有煤矿皆已停工。
此外，中国移动、中国联通、中国电信三大运营商共计中断通信基站294个。

## 观测研究
中国地震台网中心在自动速报中测定本次地震的规模为面波震级5.8级。随后，该中心又在正式速报中将观测数值上调为面波震级6.0级，震源深度16千米。中国地震局结合实地调查和强震动观测记录指，中国地震烈度表8（Ⅷ）度区、7（Ⅶ）度区、6（VI）度区面积分别为84平方千米、436平方千米、2538平方千米。长宁县双河镇、富兴乡，兴文县周家镇观测到8（Ⅷ）度；长宁县双河镇、梅硐镇、硐底镇、花滩镇、竹海镇、龙头镇、铜锣乡、井江镇、富兴乡，珙县巡场镇、珙泉镇、底洞镇，兴文县周家镇，江安县红桥镇观测到7（Ⅶ）度；高县、兴文县、珙县、长宁县、江安县、翠屏区的58个乡镇观测到6（VI）度。
中国地震台网根据震源机制解结果认定此次地震属走滑型地震。并指地震震中处于北纬28.34度、东经104.90度的四川宜宾市长宁县地区。中国地震局一名专家指，此次发生在宜宾的地震属于主震-余震型地震，其特点是主震突出、余震丰富。中国地震台网中心研究员孙士鋐表示，按照近十年来的监测，该地震带较活跃，且地震的频次处于增强态势，后面是否会有更大的地震，从目前来说还不好预测。四川省地震局地震预报研究中心主任杜方认为，这次宜宾长宁地震不属于汶川地震余震。
中国地质调查局研究表明，此次地震根据属逆冲兼走滑型地震，发震断层位于长宁背斜轴部，背斜长轴为北西-南东向，长约50km，短轴长约20km，推测受此次地震影响的主要破坏区可能分布在发震断裂的东南部附近，即长宁县双河镇和珙县珙泉镇。中国地质调查局研究团队推断此次地震不会产生地表破裂，发震断层所处的地下深部破裂带走向可能呈北西—南东向，长度约在20千米左右。
美国地质调查局称，本次地震震级为矩震级5.8级，震源深度10千米，最大烈度则为麥加利地震烈度8(VIII)度。美国地质调查局就本次地震进行的互联网地震强度调查接到了最大烈度达麦加利地震烈度6（VI）度的震感感知报告。
亥姆霍兹德国地球科学研究中心推定指，此次地震规模为矩震级5.8级，震源深度10千米。德国地球科学研究中心GEOFON标准台网测定指，地震震级为面波震级5.8级，震源深度11千米。该中心认定本次地震震中位于北纬28.43度、东经104.94度的中国四川区域。
另据欧洲地中海地震中心测定，本次地震规模为矩震级5.9级，震源深度10千米，震中附近最大烈度为欧洲宏观地震度量3（III）度，震中位于北纬28.43度、东经104.99度的中国四川省东部。俄罗斯科学院推算称，本次地震的震级达体波震级6.0级、面波震级5.7级，震源深度10千米，最大烈度达梅德韦杰夫·施蓬霍伊尔·卡尔尼克地震烈度表8（VIII）度。
余震情况方面，据四川省地震局统计，长宁6.0级地震的余震较为频发。截至23日13时00分共记录到震级3.0级以上余震44次，其中5.0至5.9级地震3次，4.0至4.9级地震4次，3.0至3.9级地震37次。中国地震局表示，本次地震序列为典型的构造地震活动， 较同类地震相比，本次地震余震较为丰富，这可能与震区附近分布有多条规模不大的次级断层触发活动有关。四川省地震预报研究中心主任、研究员杜方表示，四川东南部地震活动与全省地震强震活动基本同步，自汶川地震以来，四川东南部区域发生多次4至5级地震。6月17日长宁6.0级地震正是发生在四川地震活跃时段。四川省地震预报研究中心副主任张致伟表示，长宁、珙县地震活动区内地表无大规模的断裂构造，发育有很多小规模的断裂，属于中强等地震活动区，发生更大级别地震的可能性较小。

## 震后响应

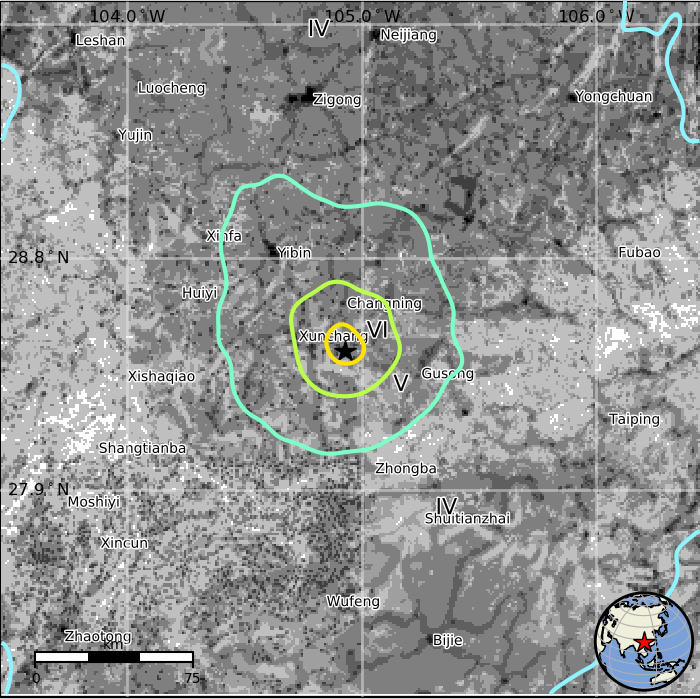
美国地质调查局发布的2019年长宁地震等震线图。该局同时将是次地震的全球地震响应快速评估系统经济损失警报级别提升至红色，人员伤亡警报则定为黄色。

中共中央总书记、国家主席、中央军委主席习近平要求全力组织抗震救灾，把搜救人员、抢救伤员放在首位，最大限度减少伤亡。中共中央政治局常委、国务院总理李克强要求抓紧核实地震灾情，全力组织抢险救援和救治伤员，尽快抢修受损的交通、通信等基础设施。
中华人民共和国应急管理部表示，该部会同国家粮食和物资储备局已从中央救灾物资成都储备库调运5000顶帐篷、1万张折叠床和2万床棉被，紧急转移安置1.9万人。应急部会同财政部向四川省紧急下拨中央自然灾害救灾资金1亿元人民币。中国地震局调派四川省地震局、云南省地震局、重庆市地震局和贵州省地震局等机构102名调查队员进入灾区开展烈度评定、损失评估等现场应急工作。中国地震局地球物理勘探中心派出16名队员赶赴长宁县城及震中附近布设密集观测台阵。
应急管理部消防救援局表示，成都市消防救援支队8辆消防车、42名消防员、4条搜救犬，自贡市消防救援支队6辆消防车、44名消防员，泸州市消防救援支队8辆消防车、42名消防员，内江市消防救援支队9台消防车、51名消防员，乐山市消防救援支队13车、56名消防员、2条搜救犬赶往震中。四川省消防救援总队派出全勤指挥部及宜宾等6个消防救援支队出动63台消防车、302名消防员赶往灾区救援。消防救援人员已在21个救援点开展作业，共营救15人，疏散转移165人，排查危房168处。应急管理部森林消防局表示，已派出四川省森林消防总队成都森林消防大队150名特种救援消防员紧急前往灾区 。
应急管理部国家安全生产应急救援指挥中心派出国家矿山应急救援芙蓉队、东源队和宜宾市矿山救护队、兴文县矿山救护队等12支矿山救援队伍以及1支危化专业救援队救援人员195名、救援车辆25辆、携带救援装备235台（套）赶赴长宁县双河、梅硐镇灾区开展救援。国家安全生产应急救援中心同时要求国家矿山应急救援六枝队、天府队，国家隧道应急救援中铁二局昆明队，国家危险化学品应急救援普光队待命备勤。矿山救援部门从废墟救出7名被埋人员，在双河镇、珙县灾区分别搭建帐篷65顶、240顶。
中华人民共和国国防部表示，中央军委联合作战指挥中心、西部战区联合作战指挥中心已启动应急响应机制，要求解放军和武警部队配合地方政府开展救援。解放军四川省军区要求宜宾军分区集结民兵应急连和各乡镇民兵应急排、民兵共660人前往灾区。民兵部队救出被埋老人1人。中国人民武装警察部队四川省总队派出758名官兵、78台车辆，携带装备器材922件（套）进入长宁县双河镇、珙县巡场镇紧急展开救援行动。武警部队已救出被压埋群众27人，转移安置灾民3000余人，救治受伤群众780余人。
四川省交通运输厅启动地震二级响应，四川交通厅派出包括多名桥梁、地质方面专家在内的工作组连夜赶赴地震现场。宜宾市交通运输局、公路局探查灾情的工作组分赴受灾各地。四川省卫生健康委员会表示，该委已派出震区医疗专家队伍53支、324人以及救护车44辆投入应急救援。震中双河镇、梅硐镇公安派出所派民警前往震中转移群众至安全地点。
国家电网宜宾供电公司派出40名抢险人员、10辆工程抢险车进入双河镇救灾现场，提供电力保障。